# Kraken Mare
Kraken Mare – największe znane jezioro na Tytanie, największym księżycu Saturna, wypełnione płynnymi węglowodorami. Zostało odkryte w 2007 roku przez sondę Cassini i nazwane rok później imieniem Krakena, legendarnego morskiego potwora. Jego współrzędne to 68°N 310°W. Kraken Mare składa się z kilku basenów połączonych cieśninami; ich łączna powierzchnia jest podobna do ziemskiego Morza Kaspijskiego.
W 2009 roku zarejestrowano odbicia światła słonecznego (w zakresie podczerwieni) od tafli Kraken Mare i pobliskiego Jingpo Lacus. Obserwacje te stanowiły kluczowe dowody potwierdzające występowanie cieczy na powierzchni Tytana. Charakterystyka odbicia od Kraken Mare była nieoczekiwana, ze znacznymi, szybkimi zmianami intensywności. Do możliwych przyczyn tego zjawiska należą porywy wiatru przy powierzchni, fale o dużej długości (rzędu kilometra) lub chmury ponad jeziorem.